# Souto (Sabugal)
Souto, também anteriomente referida como Soito, é uma vila portuguesa, sede da Freguesia de Souto do Município do Sabugal, freguesia com 30,38 km² de área e 1145 habitantes (censo de 2021), tendo, por isso, uma densidade populacional de 37,7 hab./km².
A povoação de Souto foi elevada à categoria de vila em 1999. É a segunda maior povoação do município do Sabugal, a seguir à sede deste. 
O seu nome provém do facto de existirem muitos castanheiros na localidade. Segundo o Cadastro do Reino, de 1527, era já o principal lugar do concelho com 160 moradores.[carece de fontes?]

## Demografia
A população registada nos censos foi:
| Distribuição da População por Grupos Etários | Distribuição da População por Grupos Etários | Distribuição da População por Grupos Etários | Distribuição da População por Grupos Etários | Distribuição da População por Grupos Etários |
| -------------------------------------------- | -------------------------------------------- | -------------------------------------------- | -------------------------------------------- | -------------------------------------------- |
| Ano                                          | 0-14 Anos                                    | 15-24 Anos                                   | 25-64 Anos                                   | > 65 Anos                                    |
| 2001                                         | 209                                          | 170                                          | 657                                          | 383                                          |
| 2011                                         | 112                                          | 133                                          | 585                                          | 394                                          |
| 2021                                         | 87                                           | 87                                           | 557                                          | 414                                          |

## Património
- Igreja de Nossa Senhora da Conceição (Matriz);
- Capelas da Misericórdia, de Santa Inês, de S. Brás, de S. João, de Santo António, da Senhora dos Prazeres e de Santa Bárbara;
- Pelourinho;
- Via-sacra;
- Calvário;
- Cruzeiro;
- Fontes de mergulho;
- Fontanário;
- Alminhas;
- Indústria tradicional de tecelagem.

## Festas
- São Cristóvão no mês de agosto.
- Nossa Senhora dos Prazeres sita no cabeço da Granja que por vezes é denominada Senhora da Granja e realiza-se sempre no fim de semana a seguir à Páscoa. Local de fortes tradições populares como procissões e festas pela noite dentro.

## Equipamentos
A freguesia possui bombeiros, lar de terceira idade, externato secundário(atualmente encerrado), escola do ensino básico, campo de futebol, G.N.R., farmácia e posto médico, sendo assim a segunda freguesia com mais serviços do concelho, logo a seguir ao Sabugal.